# Raulcortesia lanosus
Raulcortesia lanosus là một loài ruồi trong họ Asilidae. Raulcortesia lanosus được Artigas miêu tả năm 1970.